# Dampflok-Tradition Oberhausen
Die Dampflok-Traditionsgemeinschaft-Oberhausen e. V. (DTO) war ein Verein mit Sitz in Oberhausen (Nordrhein-Westfalen), der sich mit dem Erhalt und Betrieb historischer Schienenfahrzeuge befasste. 

## Geschichte
Der Verein ging aus der Dampflok-Arbeitsgemeinschaft 41 360 im Bundesbahn-Sozialwerk hervor. Der Verein führte regelmäßig Sonderzugfahrten mit Dampfloks und anderen historischen Fahrzeugen durch. Die Mitglieder arbeiteten alle ehrenamtlich.
Im August 2016 wurde auf Anordnung des Amtsgerichts Duisburg ein Insolvenzverfahren eröffnet, das im Folgejahr mit der Auflösung des Vereins endete. Die Fahrzeuge der Insolvenzmasse wurden ab dem 1. August 2017 an Höchstbietende veräußert.

## Fahrzeuge

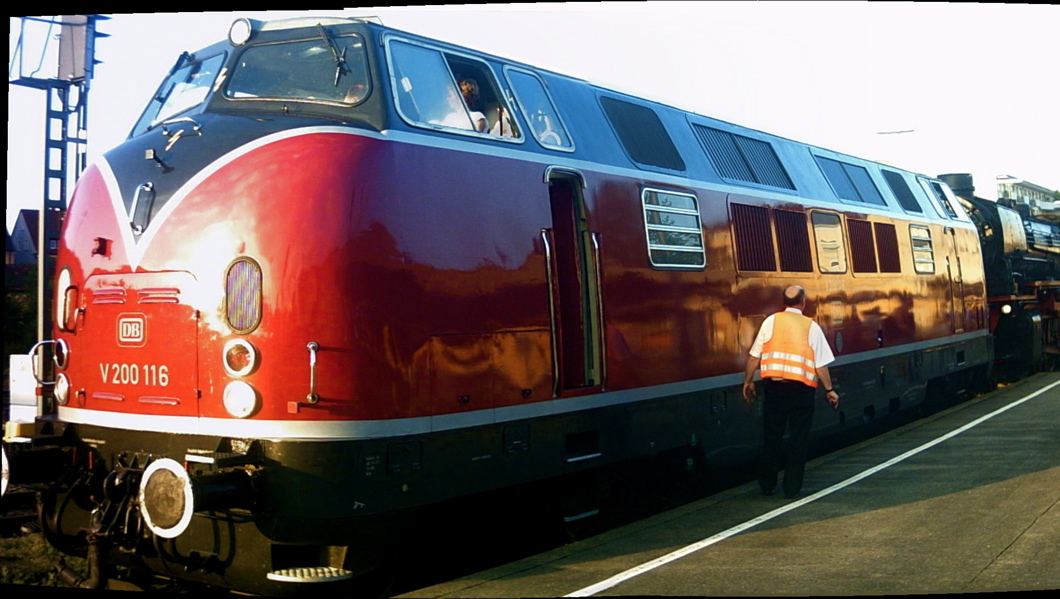
V 200 116 in Friedrichshafen

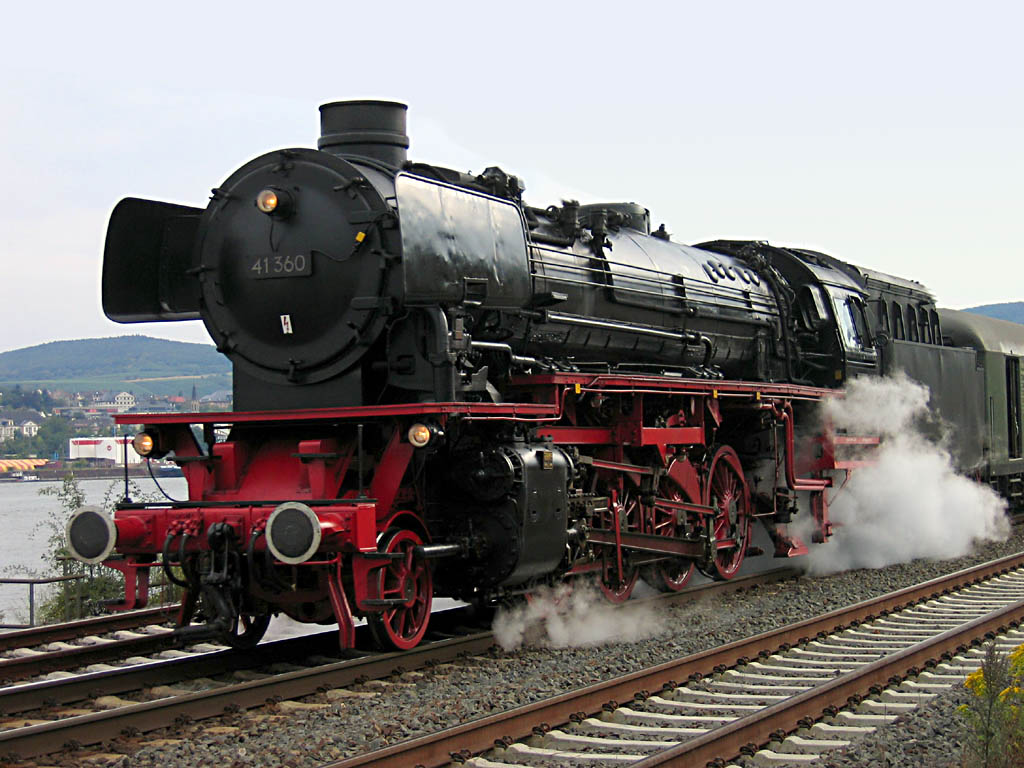
41 360 in Rüdesheim

Der Verein besaß bzw. unterhielt einige historische Fahrzeuge. Zum Bestand der Dampflok-Tradition Oberhausen gehörten unter anderem:
- Dampflok 41 360 (gehörte nicht zur Insolvenzmasse)
- Dampflok 01 1100 (Leihgabe des VM Nürnberg, Eigentümerin Deutsche Bahn AG)
- Diesellok V 200 116 (Leihgabe des VM Nürnberg, Eigentümerin Deutsche Bahn AG)
- Speisewagen der ehem. DSG WRtmh 134 (Insolvenzmasse)
- Bahnpostwagen Bundespost, Umbau 20 m³ Wassertanks für Dampflokeinsätze Post m-c/26 (Insolvenzmasse)

Weiterhin verfügte der Verein über einen modifizierten zweiten Tender, der bei dampfgeführten Sonderfahrten fehlende Infrastruktur (Ölbunker, Wasserzapfstellen) ersetzen kann und so eine größere Reichweite ermöglicht. Er wurde bei Auflösung des Vereins Teil der Insolvenzmasse.
Da sich Fahrgäste und Fotografen mehrfach über das nicht-authentische Erscheinungsbild des Zuges bei Einsatz des zweiten Tenders beschwert hatten, wurde dieser durch einen mit Wassertanks ausgerüsteten Postpackwagen ersetzt. Das für die Dampflok benötigte Speisewasser kann so bei Bedarf aus dem Postpackwagen direkt in den Tender der Lok gepumpt werden.